# Ethusa lata
Ethusa lata is een krabbensoort uit de familie van de Ethusidae. De wetenschappelijke naam van de soort is voor het eerst geldig gepubliceerd in 1894 door Rathbun.